# Tonnant-Klasse (1790)
Die Tonnant-Klasse war eine Klasse von neunundzwanzig 80-Kanonen-Linienschiffen 1. Ranges der französischen Marine, die von Jacques-Noël Sané entworfen wurden und von 1790 bis ins späte 19. Jahrhundert in Dienst stand.

## Einheiten

### Tonannt-Gruppe
| Name | Bauwerft             | Bestellung       | Kiellegung     | Stapellauf         | Indienststellung | Verbleib (Bemerkungen) |
| --- | -------------------- | ---------------- | -------------- | ------------------ | ---------------- | --- |
| Tonnant | Arsenal de Toulon    | 19. Oktober 1787 | November 1787  | 24. Oktober 1789   | September 1790   | Im August 1798 (Seeschlacht bei Abukir) durch die Royal Navy gekapert, als HMS Tonnant in Dienst, abgebrochen März 1821           |
| Indomptable | Arsenal de Brest     | 19. Oktober 1787 | September 1788 | 20. September 1790 | Februar 1791     | Auf Grund gelaufen im Oktober 1805                                                                                                |
| Sans Pereil | Arsenal de Brest     | 23. April 1790   | Oktober 1790   | 8. Juni 1793       | September 1793   | Im Juni 1794 (Seeschlacht am 13. Prairial) durch die Royal Navy gekapert, als HMS Sans Pereil in Dienst, abgebrochen Oktober 1842 |
| Indivisible Alexandre (ab 1802)                                                                                          | Arsenal de Brest     | 1793             | Mai 1793       | 8. Juli 1799       | Oktober 1799     | Im Februar 1805 (Schlacht von San Domingo) durch die Royal Navy gekapert, als HMS Alexandre in Dienst, abgebrochen Mai 1822       |
| Foudroyant | Arsenal de Rochefort | 1793             | November 1793  | 18. Mai 1799       | 28. März 1801    | abgebrochen 1834 |
| Formidable | Arsenal de Toulon    | Januar 1794      | August 1794    | 17. März 1795      | 27. Oktober 1795 | Im November 1805 (Gefecht von Kap Ortegal) durch die Royal Navy gekapert, als HMS Brave in Dienst, abgebrochen April 1816         |
| Guillaume Tell | Arsenal de Toulon    | Januar 1794      | September 1794 | 21. Oktober 1795   | Juli 1796        | Im März 1800 durch die Royal Navy gekapert, als HMS Malta in Dienst, abgebrochen August 1840                                      |
| Franklin | Arsenal de Toulon    | Januar 1794      | November 1794  | 26. Juni 1797      | März 1798        | Im August 1798 (Seeschlacht bei Abukir) durch die Royal Navy gekapert, als HMS Canopus in Dienst, abgebrochen Oktober 1887        |
| Weitere drei Einheiten im November 1794 im Arsenal Toulon bestellt, aber nicht auf Kiel gelegt und keine Namen vergeben. |                      |                  |                |                    |                  | |

### Bucentaure-Gruppe
| Name                          | Bauwerft                | Bestellung                         | Kiellegung        | Stapellauf                                                                    | Indienststellung                                                              | Verbleib (Bemerkungen) |
| ----------------------------- | ----------------------- | ---------------------------------- | ----------------- | ----------------------------------------------------------------------------- | ----------------------------------------------------------------------------- | --- |
| Bucentaure                    | Arsenal de Toulon       | 16. September 1802                 | 22. November 1802 | 14. Juli 1803                                                                 | Januar 1804                                                                   | Im Oktober 1805 (Schlacht von Trafalgar) durch die Royal Navy gekapert, bei Überführung nach Großbritannien am 23. Oktober 1805 im Sturm gesunken |
| Neptune                       | Arsenal de Toulon       | 16. September 1802                 | 4. Januar 1803    | 15. August 1803                                                               | April 1804                                                                    | Im August 1808 durch die Spanier gekapert, als Neptuno in Dienst, 1820 abgebrochen                                                                |
| Ville de Varsovie             | Arsenal de Rochefort    | 30. April 1804                     | 22. März 1805     | 10. Mai 1808                                                                  | Juli 1808                                                                     | Im April 1809 gestrandet und durch die Briten verbrannt                                                                                           |
| Eylau                         | Arsenal de Lorient      | 11. November 1804                  | September 1805    | 19. November 1808                                                             | Mai 1809                                                                      | abgebrochen 1829 |
| Robuste                       | Arsenal de Toulon       | 26. März 1805                      | Mai 1805          | 30. Oktober 1806                                                              | Mai 1807                                                                      | Im Oktober 1809 gestrandet und zur Vermeidung einer britischen Kaperung verbrannt                                                                 |
| Donawerth                     | Arsenal de Toulon       | 11. August 1806                    | 15. Dezember 1806 | 4. Juli 1808                                                                  | Oktober 1808                                                                  | abgebrochen 1824 |
| Friedland                     | Arsenal de Antwerp      | 2. Juni 1807                       | Juli 1807         | 2. Mai 1810                                                                   | Mai 1811                                                                      | Im August 1814 alliierte Kriegsbeute, als niederl. Vlaming in Dienst, abgebrochen 1823                                                            |
| Tilsitt                       | Arsenal de Antwerp      | Juni 1807                          | Juni 1807         | 15. August 1810                                                               | Mai 1811                                                                      | Im August 1814 alliierte Kriegsbeute, als niederl. Neptunus in Dienst, abgebrochen 1818 oder 1823                                                 |
| Pacificateur                  | Arsenal de Antwerp      | Juli 1807                          | September 1807    | 22. Mai 1811                                                                  | August 1811                                                                   | Im Oktober 1823 Streichung von der Flottenliste und Abbruch angeordnet, 1824 bei Waffentests (Bombenkanone) zerstört                              |
| Illustre                      | Arsenal de Antwerp      | Juli 1807                          | August 1807       | 9. Juni 1811                                                                  | Oktober 1811                                                                  | Im August 1814 alliierte . Kriegsbeute, als niederl. Prins van Oranje in Dienst, ab 1819 Hulk und abgebrochen 1825                                |
| Auguste Illustre (ab 1814)    | Arsenal de Antwerp      | 31. August 1807                    | September 1807    | 25. April 1811                                                                | Juli 1811                                                                     | Im März 1827 Streichung aus dem Flottenregister                                                                                                   |
| Diadème                       | Arsenal de Lorient      | 29. Oktober 1807                   | November 1807     | 30. November 1811                                                             | März 1812                                                                     | Hulk ab 1856, abgebrochen 1868 |
| Magnifique                    | Arsenal de Lorient      | 29. Oktober 1807 26. Dezember 1808 | Dezember 1809     | 29. Oktober 1814                                                              | November 1814                                                                 | abgebrochen 1837 |
| Sceptre                       | Arsenal de Toulon       | 26. Dezember 1808                  | März 1809         | 15. August 1810                                                               | März 1811                                                                     | Im März 1828 Streichung aus dem Flottenregister, Nutzung als Hulk, im Januar 1830 bei Brannt zerstört                                             |
| Conquérant                    | Arsenal de Antwerp      | 26. Januar 1809                    | Dezember 1808     | 27. April 1812                                                                | September 1812                                                                | Hulk ab 1831, abgebrochen 1841 |
| Neptune                       | Arsenal de Lorient      | 23. Juli 1810                      | 1. Dezember 1810  | 21. März 1818                                                                 | Juni 1818                                                                     | Hulk ab 1858, abgebrochen 1868 |
| Algésiras                     | Arsenal de Lorient      | 20. Februar 1812                   | 1. April 1812     | 21. August 1823                                                               | April 1824                                                                    | Hulk ab 1846 |
| Zélandais Duquesne (ab 1815)  | Arsenal de Cherbourg    |                                    | 1. Oktober 1810   | 12. Oktober 1813                                                              | März 1814                                                                     | Hulk ab 1836, abgebrochen 1858 |
| Centaure Santi Petr (ab 1823) | Arsenal de Cherbourg    | 1811                               | 2. November 1811  | 8. Januar 1818                                                                | April 1818                                                                    | Hulk ab 1849 1862 durch Feuer zerstört |
| Jupiter                       | Arsenal de Cherbourg    |                                    | 5. November 1811  | 22. Oktober 1831                                                              | September 1833                                                                | abgebrochen 1835 |
| Alexandre                     | Arsenal de Antwerp      | 15. März 1811                      | Juni 1811         | Bau zum 1. April 1814 abgebrochen und verbautes Material zum Abbruch verkauft | Bau zum 1. April 1814 abgebrochen und verbautes Material zum Abbruch verkauft | Bau zum 1. April 1814 abgebrochen und verbautes Material zum Abbruch verkauft                                                                     |
| Mars                          | Arsenal de Antwerp      |                                    | April 1811        | Bau zum 1. April 1814 abgebrochen und verbautes Material zum Abbruch verkauft | Bau zum 1. April 1814 abgebrochen und verbautes Material zum Abbruch verkauft | Bau zum 1. April 1814 abgebrochen und verbautes Material zum Abbruch verkauft                                                                     |
| Tibre                         | Arsenal de Antwerp      | 15. März 1811                      | Juni 1811         | Bau zum 1. April 1814 abgebrochen und verbautes Material zum Abbruch verkauft | Bau zum 1. April 1814 abgebrochen und verbautes Material zum Abbruch verkauft | Bau zum 1. April 1814 abgebrochen und verbautes Material zum Abbruch verkauft                                                                     |
| Atlas                         | Arsenal de Antwerp      |                                    | Juli 1811         | Bau zum 1. April 1814 abgebrochen und verbautes Material zum Abbruch verkauft | Bau zum 1. April 1814 abgebrochen und verbautes Material zum Abbruch verkauft | Bau zum 1. April 1814 abgebrochen und verbautes Material zum Abbruch verkauft                                                                     |
| Fougueux                      | Arsenal de Antwerp      |                                    | Juni 1812         | Bau zum 1. April 1814 abgebrochen und verbautes Material zum Abbruch verkauft | Bau zum 1. April 1814 abgebrochen und verbautes Material zum Abbruch verkauft | Bau zum 1. April 1814 abgebrochen und verbautes Material zum Abbruch verkauft                                                                     |
| Saturne                       | Arsenal Venedig         |                                    | 12. Juni 1812     | nicht fertiggestellt                                                          | nicht fertiggestellt                                                          | nicht fertiggestellt |
| Vesuvio                       | Castellammare di Stabia |                                    | August 1812       | 2. Dezember 1824                                                              | Juli 1825                                                                     | Rumpf im Dezember 1815 durch das Königreich beider Siziliens übernommen, später für dessen Marine in Dienst gestellt                              |

## Technische Beschreibung
Die Klasse war als Batterieschiff mit zwei durchgehenden Geschützdecks konzipiert und hatte eine Länge von 59,28 Metern (Geschützdeck) bzw. 54,25 Meter (Kiel), eine Breite von 15,27 Metern und einen Tiefgang von 7,64 Metern bei einer Vermessung von 2034 tons (bm) bzw. Verdrängung von 3868 Tonnen. Sie war ein Rahsegler mit drei Masten (Fockmast, Großmast und Besanmast), lediglich am Besanmast befand sich auf der untersten Position (Unterbesansegel) ein Gaffelsegel. Der Rumpf schloss im Heckbereich mit einem Heckspiegel, in den Galerien integriert waren, die in die seitlich angebrachten Seitengalerien mündeten. Die Beplankung des Schiffes war kraweel ausgeführt, das heißt, die Enden der Planken stießen stumpf aufeinander, so dass eine glatte Außenfläche entstand.
Die Bewaffnung der Klasse bestand bei Indienststellung aus 84 Geschützen, wobei sich die Anzahl von diesen und das Kaliber je nach Nutzer veränderte.
|        | Unteres Batteriedeck | Oberes Batteriedeck | Backdeck                                  | Achterdeck                                | Kanonen (Geschossgewicht) |
| ------ | -------------------- | ------------------- | ----------------------------------------- | ----------------------------------------- | ------------------------- |
| Design | 30 × 36-Pfünder      | 32 × 24-Pfünder     | 18 × 8-Pfünder 4 × 36-Pfünder-Haubitzen   | 18 × 8-Pfünder 4 × 36-Pfünder-Haubitzen   | 84 Geschütze (540 kg)     |
| 1807   | 30 × 36-Pfünder      | 32 × 24-Pfünder     | 6 × 12-Pfünder 12 × 36-Pfünder-Karronaden | 6 × 12-Pfünder 12 × 36-Pfünder-Karronaden | 80 Geschütze (576 kg)     |

## Besatzung
Die Besatzung eines Schiffes der Klasse hatte eine Stärke, nach dem 1795 Reglement, von 863 Mann, welche aber im Kriegs- wie auch Friedensfall schwanken konnte.
| Anzahl | Französische Funktion (Rang/Dienstgrad) | Übersetzung                            | Anmerkung            |
| ------ | --------------------------------------- | -------------------------------------- | -------------------- |
| 26     | Officiers:                              | Offiziere:                             |                      |
| 1      | Capitaine de vaisseau                   | Kapitän zur See                        | Schiffskommandant    |
| 1      | Capitaine de frégate                    | Fregattenkapitän                       | Erster Offizier      |
| 5      | Lieutenants de vaisseau                 | Kapitänleutnant / Oberleutnant zur See |                      |
| 7      | Enseignes de vaisseau                   | Leutnant zur See                       |                      |
| 1      | Officiers de la garnison                | Garnisonsoffiziere                     |                      |
| 1      | Commissaire de vaisseau                 | Zahlmeister                            | beamteter Buchhalter |
| 1      | Chirurgien-major de vaisseau            | Schiffsarzt / Leitender Feldscher      |                      |
| 9      | Aspirants                               | Fähnrich zur See                       | Offizieranwärter     |
| 116    | Officiers-mariniers:                    | Unteroffiziere:                        |                      |
| 1      | Maître d’équipage                       | Segelmeister                           |                      |
| 1      | Premier Maîtres de manœuvre             | Erster Bootsmann                       |                      |
| 2      | Second Maîtres de manœuvre              | Zweiter Bootsmann                      |                      |
| 3      | Contre Maîtres de manœuvre              | Obermaat                               |                      |
| 18     | Quartiers Maîtres de manœuvre           | Quartiermeister                        |                      |
| 3      | Maîtres de canonnage                    | Erster Geschützmeister                 |                      |
| 4      | Second Maîtres de canonnage             | Zweiter Geschützmeister                |                      |
| 48     | Maîtres Canonniers                      | Geschützmeistermaat                    |                      |
| 2      | Maîtres de timonerie                    | Erster Steuermann                      |                      |
| 5      | Secound Maîtres de timonerie            | Zweiter Steuermann                     |                      |
| 8      | Ouviers de timonerie                    | Steuermannsmaat                        |                      |
| 1      | Pilote-côtiers                          | Hafenlotse                             |                      |
| 1      | Maître de charpentage                   | Erster Schiffszimmerer                 |                      |
| 2      | Seconds Maîtres de charpentage          | Zweiter Schiffszimmerer                |                      |
| 5      | Ouviers de charpentage                  | Schiffszimmerermaat                    |                      |
| 1      | Maître de calfatage                     | Erster Kalfaterer                      |                      |
| 2      | Second Maîtres de calfatage             | Zweiter Kalfaterer                     |                      |
| 5      | Ouviers de calfatage                    | Kalfaterermaat                         |                      |
| 1      | Maître de voilerie                      | Erster Segelmacher                     |                      |
| 1      | Second Maître de voilerie               | Zweiter Segelmacher                    |                      |
| 2      | Ouviers de voilerie                     | Segelmachermaat                        |                      |
| 565    | matelots:                               | Seeleute:                              |                      |
| 95     | Premier class                           | Matrose 1. Klasse                      |                      |
| 95     | Secound class                           | Matrose 2. Klasse                      |                      |
| 95     | Troisieme class                         | Matrose 3. Klasse                      |                      |
| 95     | Quartrieme class                        | Matrose 4. Klasse                      |                      |
| 125    | Novices                                 | Leichtmatrose                          |                      |
| 60     | Mousse                                  | Decksjunge                             |                      |
| 130    | Marine Artillery:                       | Marineartillerie:                      |                      |
| 26     | Supernumeraires:                        | Sonstige:                              |                      |
| 1      | Capitaine d’armes                       | Erster Waffenmeister                   |                      |
| 1      | Secound Capitaine d’armes               | Zweiter Waffenmeister                  |                      |
| 2      | Secound chirurgiens                     | Assistent Schiffsarzt / Feldscher      |                      |
| 1      | Premier commissaires                    | Erster Steward (Kammerdiener)          |                      |
| 2      | Secound commissaires                    | Zweiter Steward (Kammerdiener)         |                      |
| 2      | Ouvrier de commissary                   | Proviantmeister                        |                      |
| 1      | Cuisiniers                              | Schiffskoch                            |                      |
| 1      | Boucher                                 | Fleischer                              |                      |
| 1      | Boulanger                               | Bäcker                                 |                      |
| 1      | Tonneliers                              | Küfer                                  |                      |
| 13     | Plantons                                | Offiziersdiener                        |                      |

## Bemerkungen
1. ↑  Die französische Einteilung in Rangklassen wich von der britischen ab. Zum Zeitpunkt der Fertigstellung  der Tonnant-Klasse waren französische Schiffe Ersten Ranges Dreidecker mit bis zu 118 Kanonen oder Zweidecker mit 80 Kanonen
2. ↑  Bei der Berechnung des Gewichtes einer Breitseite kann es zu Unterschieden kommen, da in der damaligen Zeit ein Pfund, je nach Land, unterschiedliche Gewichtswerte hatte. Das französische Livre hatte z. B. ein Gewicht von 489,506 Gramm während das englische Pound ein Gewicht von 453,592 Gramm hatte.
3. ↑  Die tabellarisch erfassten französischen Funktionen/Ränge/Dienstgrade lassen sich im Einzelfall nicht ins Deutsche übersetzen. In diesem Fall wird die Begrifflichkeit durch eine Umschreibung erklärt oder durch einen Funktioner/Rang/Dienstgrad soweit möglich definiert, der einer deutschen Definition nahekommt – oder nicht definiert, wenn die Bedeutung unklar ist. Zudem kann es im Laufe der Jahrhunderte Veränderungen bzw. Verschiebungen in den Dienstgraden, Offiziersgraden, Aufgaben u. ä. gegeben haben, die hier ggf. nicht weiter erläutert bzw. berücksichtigt werden.